# Lista de propriedades
Nos frameworks de programação do macOS, iOS, NeXTSTEP e GNUstep, os arquivos da lista de propriedades são arquivos que armazenam objetos serializados. Os arquivos da lista de propriedades usam a extensão de nome de arquivo .plist e, portanto, são frequentemente chamados de arquivos p-list.
Os arquivos da lista de propriedades geralmente são usados para armazenar as configurações de um usuário. Eles também são usados para armazenar informações sobre pacotes e aplicativos, uma tarefa servida pela bifurcação de recursos no antigo Mac OS.
As listas de propriedades também são usadas para cadeias de caractere de localização para desenvolvimento. Esses arquivos usam as extensões .strings ou .stringsdict. O primeiro é um plist antigo "reduzido", contendo apenas um dicionário sem chaves (consulte propertyListFromStringsFileFormat),  enquanto o segundo é um plist completo. O XCode também usa uma extensão .pbxproj para listas de estilo antigas usadas como arquivos de projeto.